# سوس‌ماهیان
سوس‌ماهیان (Rhynchobatidae) خانواده‌ای از ماهیان از راستهٔ چارگوش‌ماهی‌سانان هستند.